# Справка взамен военного билета
Справка взамен военного билета — документ (справка), выдаваемый гражданину, не отслужившему в Вооружённых Силах Российской Федерации (ВС России) взамен военного билета.
Справка взамен военного билета не ограничивает права граждан состоять на воинском учёте, она является способом оформления гражданина при постановке на учёт. Касается тех граждан России, кто достиг возраста 30 лет.
Также с 9 декабря 2018 года возможна выдача персональной электронной карты.

## Описание
Справка введена для повышения престижа и привлекательности военной службы по призыву. Введение формы персонального воинского учёта граждан России в виде справки позволило отделить военнообязанных граждан, отслуживших в армии, авиации и на флоте или не служивших на законном основании от не прошедших службу по зависящим (уклонение) и не зависящим от них причинам (отмена призыва, ограничения призыва, потеря личного дела и другие) начиная с 1 января 2014 года.
Согласно п. 13 "Инструкции об организации работы по обеспечению функционирования системы воинского учета" (Приложение к приказу Министра обороны России от 22 ноября 2021 г. N 700)
- Справка взамен военного билета является основным документом персонального воинского учета граждан, пребывающих в запасе, не проходивших военную службу, характеризующим их отношение к исполнению воинской обязанности, а для граждан, поступивших на военную службу по контракту на должности солдат, матросов, сержантов, старшин, прапорщиков и мичманов, до приведения к Военной присяге, - удостоверяющим личность и правовое положение военнослужащего.
- Бланк справки взамен военного билета является защищённой полиграфической продукцией.
- Справка взамен военного билета оформляется и выдаётся гражданам Российской Федерации, не прошедшим военную службу по призыву, не имея на то законных оснований, в соответствии с заключением призывной комиссии.
- При призыве на военную службу по мобилизации гражданину, пребывающему в запасе и имеющему справку взамен военного билета, оформляется и выдается военный билет.

## Информационное содержание

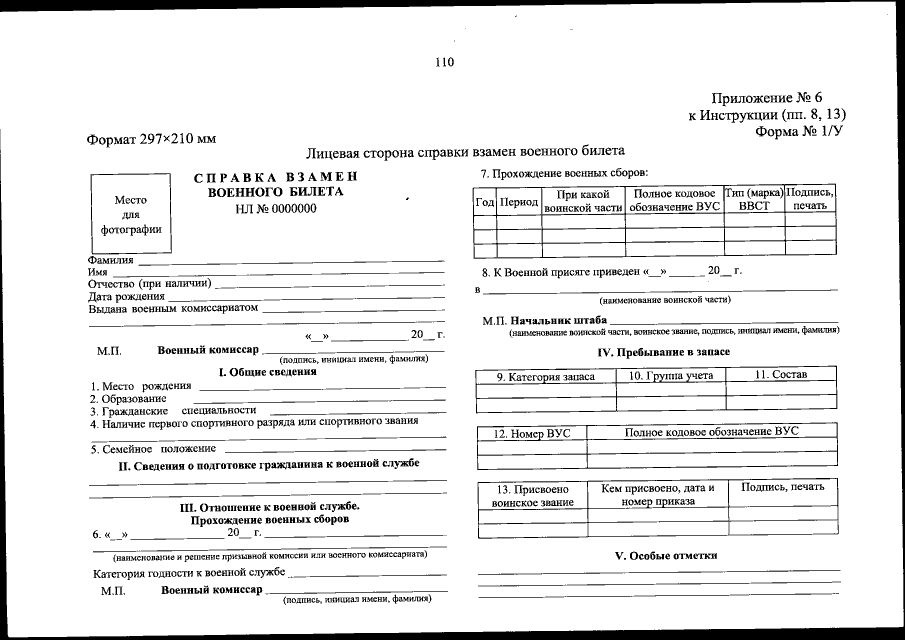
Форма 1/У

Помимо информации общего плана, такой как фамилия, имя и отчество (ФИО), дата и место рождения, образование, гражданская специальность и наличие спортивного разряда, семейное положение, справка может содержать ряд специфичной информации, такой как:
- Решение призывной комиссии;
- Отметки о прохождении военных сборов;
- Категория запаса;
- Особые отметки.
- Отметка о принятии военной присяги.

### Пакет документов для оформления в России

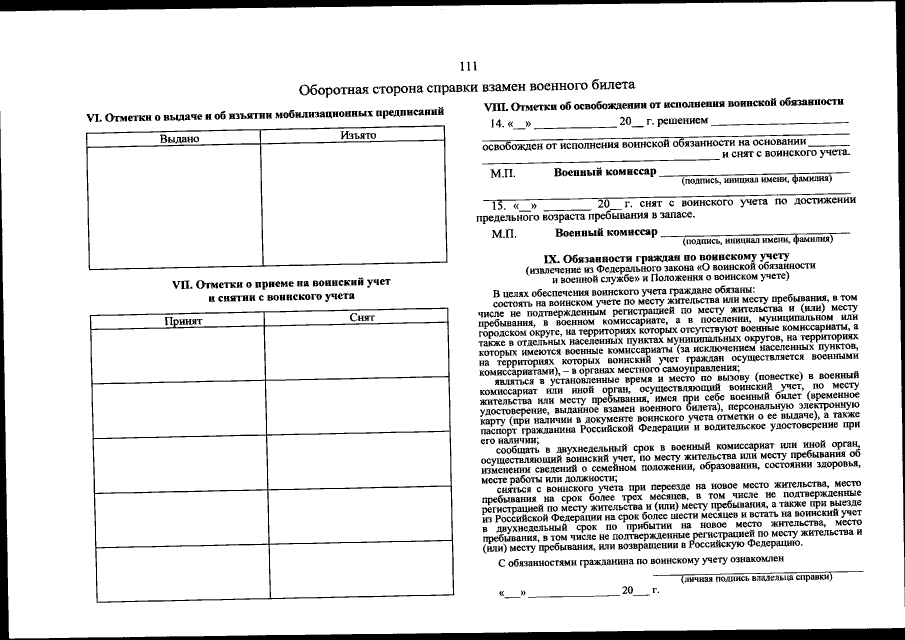
Оборотная сторона

Следующие документы могут потребоваться для оформления справки:
- Паспорт гражданина Российской Федерации, копии страниц 2, 3 и страниц с регистрацией по месту жительства.
- копия документа об образовании (аттестата, диплома и тому подобное)
- копия свидетельства о браке (для тех, кто состоит в официальном брачном союзе)
- фотографии, размер и цвет приказом не установлен (около 25×35 мм, три штуки)т
- водительское удостоверение (при наличии)
- различные медицинские документы (для прохождения медицинской комиссии)

## Правовые последствия выдачи справки
Согласно статье 16 п. 1 п.п. 11 Федерального закона от 27 июля 2004 г. № 79-ФЗ «О государственной гражданской службе», гражданин России не может быть принят на гражданскую службу, а гражданский служащий не может находиться на гражданской службе в случае: признания его не прошедшим военную службу по призыву, не имея на то законных оснований, в соответствии с заключением призывной комиссии (за исключением граждан, прошедших военную службу по контракту).
Конституционный Суд Российской Федерации по запросу властей Чеченской Республики признал это решение неконституционным (недействующим), поскольку ограничение для них оказывается более суровым, нежели аналогичные меры, применяемые к правонарушителям. К примеру, за административный проступок чиновник может быть дисквалифицирован не более чем на 3 года, а приговором суда по уголовному делу доступ на госслужбу может быть закрыт, как правило, не более чем на 5 лет. Даже лица, совершившие тяжкие и особо тяжкие преступления, вправе претендовать на должности госслужбы после снятия судимости или её погашения. Таким образом, оспариваемая норма фактически приобретает характер бессрочного запрета.
Верховный Суд Российской Федерации от 24 июня 2015 г. N ВКАПИ15-39 в решении «Об отказе в признании недействующими пункта 9 Инструкции по обеспечению функционирования системы воинского учёта граждан Российской Федерации, утв. приказом Министра обороны России от 18 июля 2014 г. № 495 „Об утверждении Инструкции по обеспечению функционирования системы воинского учета граждан Российской Федерации и порядка проведения смотров-конкурсов на лучшую организацию осуществления воинского учета“ и приложения № 9 к данной инструкции в части установления формы № 1/У „Справка взамен военного билета“» постановил, что установление Министерством обороны Российской Федерации определённых форм документов воинского учёта не устанавливает новых прав или обязанностей граждан, а лишь является документальным отражением данных персонального воинского учёта в вопросах, связанных с исполнением гражданами долга и обязанности по защите Отечества в соответствии со статьёй 59 Конституции Российской Федерации. При этом выдача справки взамен военного билета не только не ограничивает права граждан состоять на воинском учёте, но и является способом оформления гражданина при постановке на данный учёт. При этом включение Министром обороны Российской Федерации в перечень документов воинского учёта справки взамен военного билета не затрагивает права граждан на труд, в том числе в форме прохождения государственной службы.
Право на труд, гарантированное гражданам России Конституцией Российской Федерации в ст. 37 п. 3, было ограничено отправленным на доработку Федеральным законом от 27 июля 2004 г. № 79-ФЗ «О государственной гражданской службе» применительно к гражданской службе.
Основанием выдачи справки является сам факт непрохождения службы по призыву и отсутствие после 1 января 2014 года установленной военным комиссариатом отсрочки вне зависимости от вручения призывнику повестки, накладываемых ежегодно ограничений в количестве призванных в армию ребят от региона и др.. Военный комиссариат может вообще не вручать призывникам повестки, не предпринимать никаких действий по призыву призывников на военную службу (не передавать материалы в органы внутренних дел для установления места нахождения в связи с невозможностью вручения повестки) и откровенно бездействовать — призывная комиссия всё равно может принять решение о выдаче справки взамен военного билета.
Согласно федеральному закону № 192-ФЗ от 14 июля 2017 года, не отслужившие в армии без законных на то оснований не могут состоять на госслужбе в течение десяти лет.

## Возможности для обладателей справок
Согласно действующему законодательству, у обладателей справок, кроме ограничения в прохождении государственной (муниципальной) службы, другие отличия, по сравнению с обладателями военных билетов, отсутствуют. Для обладателей справок отсутствуют препятствия для выезда за границу, получения загранпаспорта, трудоустройства, получения водительского удостоверения, службы на военных сборах и др. Трудовой кодекс России и закон о воинской обязанности не накладывает никаких ограничений на трудоустройство или службу в армии, авиацию, на флот, на сборах.